# Alexander Meigs Haig mlajši
Alexander Meigs Haig mlajši, ameriški general in politik, * 2. december 1924, Filadelfija, Pensilvanija, Združene države Amerike, † 20. februar 2010, Baltimore, Maryland.
Kot mlad častnik je služil kot pomočnik generala MacArthurja in njegovega šefa osebja Edwarda Almonda v Korejski vojni. Med vietnamsko vojno je poveljeval bataljonu 1. pehotne divizije. Tam je bil odlikovan za hrabrost in povišan v polkovnika.
Po vojni je bil sprva pomočnik svetovalca za vojaške zadeve pod predsednikom Kissingerjem, Richard Nixon pa ga je kasneje povišal v namestnika svojega asistenta za državno varnost. Med vrhuncem afere Watergate je bil vodja osebja v Beli hiši (White House Chief of Staff), kjer naj bi igral pomembno vlogo pri Nixonovem odstopu in prenosu položaja na Geralda Forda.
Med letoma 1974 in 1979 je bil vrhovni poveljnik zavezniških sil za Evropo (SACEUR) in poveljnik Evropskega poveljstva ZDA. V času službovanja v Belgiji je za las ušel poskusu atentata, ki so ga pripisali Frakciji rdeče armade.
Do leta 1981 je opravljal civilno delo, potem pa ga je predsednik Ronald Reagan imenoval za svojega državnega sekretarja. V tej vlogi je začasno prevzel nadzor v Beli hiši po poskusu atentata na Reagana 30. marca 1981, saj podpredsednik ni bil dosegljiv. Naslednje leto je neuspešno posredoval med Argentino in Združenim kraljestvom pred začetkom falklandske vojne ter med Izraelom in Libanonom pred začetkom libanonske vojne.
Leta 1988 se je neuspešno potegoval za republikansko nominacijo za volitve predsednika Združenih držav Amerike. V devetdesetih in dvatisočih letih se je ukvarjal predvsem z mediji. Umrl je 20. februarja 2010 zaradi zapletov pri okužbi s stafilokoki, star 85 let.